# Maszlaghy Ferenc
Maszlaghy Ferenc (Pest, 1839. november 14. – Esztergom, 1917. április 20.) esztergomi prépost-kanonok, választott püspök.

## Élete
Pesten végezte középiskoláit, a bölcseletet mint növendékpap 1859–60-ban Nagyszombatban, a hittudományokat Esztergomban hallgatta. Mint növendékpap 10 arany pályadíjat nyert: Igaz-e a vád, hogy a pap nem lehet jó honpolgár? című értekezésével.
1864. július 26-án miséspappá szentelték fel és Karancsságra küldték káplánnak és innét 1865. augusztus 4-én Muzslára. 1866. augusztus 24-én nevelő lett Pálffy Mór gróf fiainál, 1869. október 5-től a pozsonyi gimnáziumban hittanár és jogakadémiai hitszónok volt. 1871-ben a magyar irodalom és görög nyelv tanárává nevezték ki az esztergomi érseki líceumhoz, 1875 februárjában hercegprímási szertartóvá és levéltárnokká, 1880-ban szentszéki főjegyzővé lett. 
1878-ban Simor bíbornokot Rómába kísérte és tagja volt a konklavénak és mint ilyent nevezte ki XIII. Leó pápa titkos kamarásának. 1881. január 1-jén a budai királyi várpalota plébánosává, 1882. december 23-án Zsigmondról nevezett címzetes préposttá és a Szent István Jobbjának őrévé, 1889. december 20-án esztergomi kanonokká nevezték ki. Komáromi főesperes, a római pápa házi főpapja. 1900-ig az esztergomi bencés gimnázium érseki biztosa volt, ami tisztségről lemondott.
1867-ben beutazta Közép-Németországot, 1870-ben Svájcot, 1872-ben Németországot, 1873-ban a Rajna vidékét, 1874-ben Dél-Franciaországot, a Provence-t és a Pyrénéket, 1875-ben ismét Olaszországot és 1882-1884-ben a Német birodalmat. Ő rendezte és katalogizálta a hercegprímási képtárt, metszvénytárt és gyűjteményeket; azonkívül rendezte az esztergomi érseki levéltárban levő összes canonica visitatiókat 1551-től a legújabb időkig. Saját porcelángyűjteményét odaajándékozta a városi múzeumnak.
1915-ben a Szent István Akadémia III. osztályának alapító tagja volt.

## Elismerései
- A német lovagrend Mária keresztes vitéze
- A román koronarend középkeresztese volt

## Munkái
- Egyház és iskola. Röpirat. Pozsony, 1870. (Besnyey névvel.)
- Schweiczi képek. Esztergom, 1872.
- Rajna vidékén. Uti vázlatok. Uo. 1874.
- Délfrancziaországból uti vázlatok. Bpest, 1875. (Házi Könyvtár XX-XXII. Ism. Irod. Értesítő 10. sz.)
- Dürer Albrecht kisebb passiója. Beszédes Sándor fényvéseti utánzatai. Szövege Maszlaghytól. Esztergom, 1875. (Ism. Uj M. Sion.)
- Hadry Bernát Gáspár viaszművei az esztergomi képtárban. Uo. 1876.
- Kisebb utirajzok. Uo. 1876. Két kötet. (2. bőv. kiadás. Uo. 1879. III. és IV. kötet 1886. Uo.)
- Az esztergomi primási képtárban levő művek jegyzéke. Uo. 1878.
- Elbeszélések. Bpest, 1879. (Ism. Irodalmi Szemle.)
- Római emlékeim. Esztergom, 1879.
- Ujabb elbeszélések. Bpest, 1880.
- Sz. István öröksége. Egyházi beszéd, melyet Sz. István, hazánk első és apostoli királyának ünnepén, 1882. aug. 20. Budán mondott. Uo. 1882.
- Epigonok. Beszélyek. Esztergom, 1882. (Ism. Irod. Szemle.)
- Márton úr bajai. Eredeti beszély. Írta M. F. Uo. (1882. Mulattató Zsebkönyvtár 7.)
- Sarah grófnő. Eredeti beszély. Írta M. F. Uo. (1882. Mulattató Zsebkönyvtár 13.)
- Mai jellemek. Beszélyek. Uo. 1884. (Ism. Uj M. Sion.)

Szerkesztette az Irodalmi Értesítőt 1876-ban Esztergomban Séda Ernővel együtt.

## Álnevei és jegyei
Besnyey, M. Xavér, M-y, M. F. sat.